# Tuvaphantes
Tuvaphantes Logunov, 1993 è un genere di ragni appartenente alla famiglia Salticidae.

## Distribuzione
Le due specie oggi note di questo genere sono endemiche della Russia.

## Tassonomia
La precedente denominazione della specie tipo era Dendryphantes insolitus descritta dallo stesso Logunov nel 1991.
A maggio 2010, si compone di due specie:
- Tuvaphantes arat Logunov, 1993 — Russia
- Tuvaphantes insolitus (Logunov, 1991)[2] — Russia